# フリーウェイクラブ
フリーウェイクラブは、かつて存在した任意団体。高速道路無料化を主張し、高速道路の料金所で有料道路の通行料金不払いの実力行使に出ることで、道路行政に抗議活動を行うと主張している。和合 秀典（わごう ひでのり、1941年10月21日 - ）が会長であったが、2006年11月23日、会長が解散を表明した。会の規約によれば、略称は「フリクラ」。
解散後に結成された政治団体、新党フリーウェイクラブについても本項で記述する。

## 概要
首都高速道路公団の通行料値上げに対し、安易であり経営の怠慢と指摘。「公団の経営努力がなされていない」旨の内容を記した「旧料金通行宣言書」（2001年以降は「無料通行宣言書」に変更。以下両者を併せて「宣言書」と記す。）と旧料金を料金所の収受員に手交して通行することにより、抗議の意思表明とする。2001年以降は、宣言書のみ収受員に手交して無料通行する事により、抗議の意思表明をする方法に切り替える。終身会費を支払うことで、「宣言書」「対料金所収受員応対マニュアル」が送付された。
主張は著書、雑誌記事などによればおおよそ次のとおりであった。
- 無料通行により、高速道路株式会社（旧道路関係四公団）・地方道路公社・関連企業の資金源を断ち、国土交通省も含めた責任を追及する。道路には無料開放原則があり、有料道路制度は30年償還ののち無料開放されるべき時限立法であると主張。道路公団民営化は恒久有料化につながるとして、反対の立場を採る。

- 会員を1万人募る。そののちに、1万人訴訟を行う。もしくは、1万人の無料通行者により料金収受を麻痺させ、有料道路制度を有名無実化させる。

副会長であった、田中けんの主張によれば、「無料化も含め高速道路の問題を市民レベルで考える団体であり、無料通行は運動の選択肢の1つで、フリーウェイクラブは無料通行の強制や勧誘を主張していない。」という。

## 沿革

### 500円通行時代
- 1987年9月10日、首都高速道路の通行料金が500円（普通車。以下断り無い場合はすべて普通車料金である）から600円に値上げされた。これに反発した金属加工会社社長の和合秀典が同日、「渋滞も解決せずに一挙20%値上げは納得がいかない」と主張。自分の名刺を渡して500円で料金所を強硬に通り抜けたのが事の発端となった。
- その後、「公団側の経営努力および値上げに納得できる説明があるまで旧料金で通行します」との文書を作成。500円通行を繰り返した。これが後に「宣言書」の元となる。
- 同年12月5日。首都高速道路公団は、理事長名で警告書を送付。
- 1988年、和合秀典はこれに反発。約30名の同志を募り「フリーウェイクラブ」を結成。そのまま会長となり抗議の500円通行を組織的に行う。
- 1992年8月27日、値上げ分の通行料金に対する債務不存在確認訴訟の、棄却判決を受ける（東京地方裁判所）。その後控訴、上告ののち最高裁判所で棄却され、判例となる。
- 1993年には、道路整備特別措置法（25条、当時）を適用し、会長の預金に対して強制徴収が行われる。この際、同法に基づき2倍の割増金が加算され、合計して3倍の料金を徴収されている。

### 無料通行時代
- その後、インターネットなどで会員を募る。
- 2001年、公団側からの回答がないため無料通行に切り替える旨の文言を「宣言書」に追記。無料通行による抗議に切り替える。しかし上記の首都高理事長の警告書については触れていない。
- ただし、元はといえば、500円通行運動を始めた当初、首都高速道路公団（当時）の課長（同）に「30年たったら無料になりますよ。それが5年後の1993年に来ます」と言われたのが伏線であった。当時の道路整備特別措置法では、高速道路は建設から30年で建設費を償還し、無料開放されることになっており、首都高速道路では1993年（正しくは1992年）に最初の無料化路線が現れるはずだったのである。しかし、現実に無料化されることはなく、償還期限を法改正で40年に延長しただけだった。また、料金のプール制を導入し、個別の路線ではなく、接続するすべての路線をまとめて償還する方式に変えられた（一般の高速道路は、1972年に政令でプール制になっていた[注釈 1]）。このような行政側の場当たり的な対応が、フリーウェイクラブの活動に一定の正当性を与え、支持者を得た理由であった。
- 当時、首都高速道路の料金が700円となったことや、道路公団民営化の議論の迷走があったほか、民主党のマニフェストに「高速道路無料化」が盛り込まれたこともあり、何度かマスコミの取材対象となった。
- ほとんどの会員は宣言書を、有料道路制度および道路公団の経営怠慢に対しての抗議としてではなく、単に高速道路を無料で通行できるパスとして扱った。高速道路だけでなく道路運送法に基づく民営の有料道路で無料通行する会員や、無料通行して暴走行為をしたと自慢する会員も発生する。その一方で、過去に債務不存在確認訴訟の棄却判決や強制徴収が行われたことは全く説明しなかった。
  - 田中けんに対する彦根簡易裁判所の判決では、「（高速料金を払いたくないという）経済的動機から興味を持つ者の利欲心につけ込み、不正通行に駆り立てた」と批判をしており、宣言書は単に高速道路を無料で通行できるパスとして扱われてきたという判断をしている。
- 2002年、当初1,000円であった終身会費を10,000円に値上げする。2006年、ステッカー代を併せて15,000円と事実上の再値上げをする。
- 会費の使い道が不透明で、私的に流用しているのではないかとの指摘があった。これに対し、事務諸費用や弁護士費用に充てる、としていたが、弁護士に相談した記録を会から報告した事はない。また、副会長名での回答によれば「任意団体である以上、一般に財務内容の詳細を説明する義務はない」と言う。
- 会費は強制徴収を受けた会員への補填ではないとの幹部の説明が同会公式ページの掲示板に掲載された。
- 2002年当時、車種格下げ要求による不当な通行料値下げや、暴走族による料金所の強行突破が頻発し、扇千景国土交通大臣（当時）が強制徴収も辞さずとの態度を明らかにする。
- 同年10月、無料通行を繰り返してきた会員の預金口座への強制徴収が実行された。会としての対応は、幹部が会員の預金口座のあった信用金庫に説明を求めただけであり、その後の経過は、報道および会からの報告はない。
- 2003年、会員2名が強制徴収を受けた事に対し、行政不服審査法に基づく審査請求を行うが棄却される。その後、強制徴収の取消を求める行政訴訟を東京地方裁判所に起こしている。その後の経過は、報道および会からの報告はない。
- この間、数十件に及ぶ強制徴収が執行。中には、法人に対して執行された例もあり、未納通行料金とその割増金を併せて約1,000万円もの強制徴収となった事例もある。これは会社ぐるみでフリーウェイクラブに入会し、無料通行を繰り返した事によるものである。
- 強制徴収は、会員が他人名義の自動車を運転した場合、自動車の名義人に納入通知が送られトラブルがあったこと、預金口座とその預金額を把握するための手間がかかった。
- （旧）道路整備特別措置法では違法行為だが、罰則がなかったため警察官は逮捕できなかった。このためフリーウェイクラブは「民事不介入の原則があるから、警察は介入できない。料金は支払わなくても心配ない。」と主張した。また、刑法上は、有料道路を利用した利益は財物でないため利益窃盗になり、原則不可罰という説もある。

### 摘発
- 2004年、道路公団民営化に伴う道路整備特別措置法の改正法案に、度重なる不正通行への抜本的な対策として、「料金所を通る際には車両は一時停止しなければならない、等の有料道路事業者が定める通行方法に違反した者に対して、刑事罰として30万円以下の罰金を科することができる」との条文が追加された。
- 2004年4月21日、第159回衆議院国土交通委員会において、不正通行への罰金化への審議時に「フリーウェイクラブ」が不正通行の手法の1つとして認識されている。
- 2005年10月1日から、道路公団民営化に伴う関係法律の改正、およびその施行により改正道路整備特別措置法による不正通行の罰金刑化がなされる。
- 2006年1月15日、暴走行為者が首都高速道路大井南料金所を強行突破したとして、警視庁が道路整備特別措置法違反容疑で初めて逮捕する。これを皮切りに、静岡県、神奈川県および滋賀県で、宣言書を用い料金所を突破した者が、同法違反容疑で逮捕された。そのほとんどが簡易裁判所において起訴事実を認め、即日結審し略式命令として30万円から100万円以下の罰金を受けている。本来は30万円に不法通行回数を乗じた分の罰金刑が課されるが、略式命令は上限が100万円である。また、罰金は刑罰なので、通行料と割増金（合計3倍）は罰金とは別に徴収される。
- フリーウェイクラブは、逮捕された理由を「偽の宣言書を用いたため」「宣言書を料金所のブースに投げつけたため」「捕まったのは正規の会員でないため」などと会員や週刊誌などに説明した。加えて会長は「長年無料通行を行っていながら警察に検挙されないのは、当局が法の矛盾を認めているから」と主張していた。
- 同時期、『払いません。ナンデ?モッタイナイ!』(和合秀典 et al. 2006)のうち一章を和合が執筆。高速道路無料通行の正当性を主張し、逮捕されることはないとの記述をしていた。
- 滋賀県における道路整備特別措置法違反事件の被疑者の供述により明らかになった、フリーウェイクラブが行った大阪市内での勉強会の内容により、不正通行の共謀共同正犯が成立するとして、会長などフリーウェイクラブ幹部が次々と逮捕された。
  - フリージャーナリスト小谷洋之は、田中けん副会長の逮捕に至る経緯について「共謀罪の先取りであり、逮捕は不当」と主張している[注釈 2]。
  - 田中けん副会長、会長と幹部2名は最高裁判所まで争うも2010年9月28日、同9月29日、上告棄却により、ともに罰金刑が確定した[2][3]。
- 2006年11月23日、会長はフリーウェイクラブの解散届を滋賀県警高速隊長あてに提出。会長は「無料通行は違法であり、世間を騒がせてしまった」ことを解散理由に挙げ「他に逮捕された会員らに申し訳ない」などと話している。警察に解散届けを提出した真意は明らかにしていない。
- 同年12月20日、既に罰金90万円の略式命令を受けていた静岡県沼津市の男性に対し、中日本高速道路株式会社が通行料金と割増金を督促したが支払わないとして、支払を求める訴訟を横浜地方裁判所に起こした。

中日本高速道路会社管内で『宣言書』を使った不正通行は、2005年度は3224件だったのが、2006年度は上半期で367件にまで激減した。さらに、2007年度においては、宣言書を使った不正通行は、旧日本道路公団系の3社では、西日本高速道路株式会社における1件だけだった。

### 新党フリーウェイクラブ時代
- 2006年5月11日、和合は「ZAKZAK」の取材に対し、「来年の参院選（第21回参議院議員選挙）に、新党フリーウェイクラブから出馬し、高速道路の無料化を訴える。全国で何票入るか、楽しみにしていてほしい」とコメントし、立候補の意志を表明した[6]。
  - 同年12月5日、勾留を解かれ、釈放された。旧フリーウェイクラブ会長の和合は政党「新党フリーウェイクラブ」を旗揚げ、ホームページを開設する。和合は会長改め党首を名乗り、「活動内容、信念、旧フリーウェイクラブの考え方の全て」とし、「新党 フリーウェイクラブ」は同クラブの思想を引き継いでいると明言している。
  - ただし、2007年6月5日、東京都選挙区での立候補を表明した記者会見では、「最低限の秩序を守りたい」として、現状では高速道路料金を支払うことにしたという[7]。
  - 同年7月29日、参院選で落選。過去9度の選挙でいずれも最下位であった又吉イエス(又吉光雄)にも及ばず20人中最下位となり落選した（法定得票数未満のため、供託金も没収された）。
- 2009年第45回衆議院議員総選挙には、党首の和合が東京11区から出馬するも落選する（5人中5位、2,360票）。法定得票数にも満たなかったため、供託金も没収された。[8]
- 2010年7月11日実施の第22回参議院議員通常選挙では、党首の和合が東京都選挙区から出馬するも[9]。24人中23位で落選。法定得票数にも満たなかったため、今回も供託金も没収された。[10]
- 公約としては高速道路無料化に加え、計画中路線の早期着工、さらに函館 - 七戸JCT[注釈 3]、三ヶ日JCT - 鳥羽、和歌山JCT - 洲本（紀淡連絡道路として計画は存在）、西予宇和 - 大分宮河内間の新規計画を主張している。「これにより、島国の日本は完璧に陸続きとなります」としている[11]。また、消費税の段階的な増税（3年ごとに1%上げ、最終的に10%にする）を主張している。
- 2014年10月2日、和合は所得税6381万円を脱税した容疑でさいたま地検特別刑事部により逮捕され[12][13]、翌2015年6月26日にさいたま地裁で懲役1年6月、執行猶予3年、罰金1500万円の有罪判決を言い渡されている[14]。
- 2015年を最後に政治資金収支報告書の報告が途絶え政治団体の指定を外れた[15]。

### 過去の選挙結果
| 投票日        | 選挙内容                             | 得票数  | 得票率 | 備考                 |
| ------------- | ------------------------------------ | ------- | ------ | -------------------- |
| 2007年7月29日 | 第21回参議院議員通常選挙東京都選挙区 | 3,420票 | 0.1％  | 立候補者20人中最下位 |
| 2009年8月30日 | 第45回衆議院議員総選挙東京都第11区   | 2,360票 | 0.9％  | 立候補者5人中最下位  |
| 2010年7月11日 | 第22回参議院議員通常選挙東京都選挙区 | 1,893票 | 0.0％  | 立候補者24人中23位   |

## メディア
- 毎日新聞 - 1988年1月4日夕刊（東京版）で、首都高速料金の値上げと、それに反発する和合の活動が報じられた。これがメディアに報じられた初出と言われる。
- 探偵ファイル - 2002年にフリーウェイクラブを紹介した。その記事の関係者も逮捕されていることが元関係者のブログで明らかにされた。
- アエラ（週刊誌） - 2006年9月11日号で市民団体として報道した。
- 時事通信 - 2006年12月6日発表によれば、大津支局のスタッフが、滋賀県警の広報文のコピーをフリーウェイクラブ京都支部長に渡していたとして、関係者を懲戒した。